# Bera Hardy
Grusza ‘Bera Hardy’ – odmiana uprawna (kultywar) gruszy należąca do grupy grusz zachodnich, stara jesienna odmiana francuska, otrzymana jako przypadkowa siewka w 1820 roku przez M. Bonneta w Boulogne-sur-Mer. Nazwana na cześć dyrektora Ogrodu Luksemburskiego – M. Hardy’ego (nazwa francuska: ‘Beurre Hardy’) oraz poety Gellerta (nazwa niemiecka: ‘Gellerts Butterbirne’). W Polsce wpisana do Rejestru Odmian Roślin Sadowniczych w 1990 roku, obecnie rzadziej uprawiana.

## Morfologia
Pokrój
Drzewo rośnie bardzo silnie, po wejściu w okres owocowania słabnie. Tworzy koronę wzniesioną, wąskostożkowatą o bardzo mocnej konstrukcji. Początkowo gałęzie rosną pod ostrym kątem, a później układają się poziomo, a końce oraz rozgałęzienia kolejnego rzędu przewisają. Tworzy znaczną liczbę krótkopędów.
Owoc
Owoce średnie do dużych, przeważnie wyrównane, jajowatego kształtu, niekiedy kuliste lub stożkowato wydłużone. Skórka zielonkawożółta, szorstka, pokryta złotobrązowym ordzawieniem. Przetchlinki dość liczne. Szypułka krótka, często umieszczona ukośnie. Oba zagłębienia dość płytkie i często pofałdowane. Miąższ kremowobiały, masłowy, bardzo soczysty, winnosłodki o korzennym posmaku, bez komórek kamiennych

## Zastosowanie
Odmiana deserowa, lecz nadająca się również na przetwory. Odmiana sporadycznie uprawiana. W szkółkarstwie najczęściej stosowana jako mrozoodporna przewodnia oraz jako pośrednia dla odmian źle zrastających się z pigwą.

## Uprawa
Kwitnie średnio wcześnie i jest dobrym zapylaczem dla wielu odmian.

### Podkładka i stanowisko
Odmianę zaleca się szczepić jedynie na pigwie, z którą znakomicie się zrasta i plonuje obficie choć przeważnie przemiennie. Szczepiona na siewkach gruszy kaukaskiej późno wchodzi w owocowanie (w 7-9 roku po posadzeniu).

### Zdrowotność
Kwiaty i drewno wykazują dużą odporność na mróz. Odmiana podatna jest na zarazę ogniową, na parcha mało podatna. Na stanowiskach wilgotnych często zapada na choroby kory i drewna.

### Zbiór i przechowywanie
Dojrzałość zbiorczą owoce osiągają pod koniec pierwszej dekady września. Owoce łatwo opadają przed zbiorem. Do spożycia jest dobra na przełomie września i października. W przechowalni może pozostawać do 6 tygodni, w chłodni w temperaturze 0 °C i wysokiej wilgotności powietrza (ze względu na ordzawienie skórki owoce łatwo więdną) przez okres 3-5 miesięcy.